# Premio Torsten y Wanja Söderberg
El Premio Torsten y Wanja Söderberg es otorgado anualmente a «un diseñador o artesano nórdico en activo». El premio es administrado por el Museo Röhsska y se trata de un millón de coronas suecas. El dinero proviene de la fundación establecida por los hermanos Torsten y Ragnar Söderberg, fundadores de la empresa mayorista sueca de hierro y de acero Söderberg y Haak.

## Los últimos ganadores
- 1994 Jane Reumert, Dinamarca
- 1995 Liv Blåvarp, Noruega
- 1996 Brita Flander, Finlandia
- 1997 Esteras Theselius, Suecia
- 1998 Louise Sass, Dinamarca
- 1999 Cinco escritores de diseño de cada país nórdico: Aðalsteinn Ingólfsson, Islandia; Kaj Kalin, Finlandia;Juan Vedel-Rieper, Dinamarca; con jorunn Veiteberg, Noruega; y Kerstin Wickman, Suecia
- 2000 Peter Opsvik, Noruega
- 2001 Björn Dahlström, Suecia
- 2002 HC Ericsson, Suecia
- 2003 Sigurdur Gústafsson, Islandia
- 2004 Janna Syvänoja, Finlandia
- 2005 Anna Rosén, Cynthia Charwick, Maria Uggla, Maria Widell Christiansen, Camilla Palmertz, Eva-Lisa Andersson, Elna Holmberg, Lena Ekelund y Tatiana Butovitsch Temm, Suecia
- 2006 Ole Jensen, Dinamarca
- 2007 Norway Says; Torbjørn Anderssen, Andreas Engesvik y Espen Voll, Noruega
- 2008 Steinunn Sigurðardóttir, Islandia
- 2009 Harri Koskinen, Finlandia[2]
- 2010 Grupo de diseñadores Front: Sofia Lagerkvist, Charlotte von der Lancken y Anna Lindgren, Suecia
- 2011 Henrik Vibskov, Dinamarca
- 2012 Sigurd Bronger, Noruega[3]
- 2013 Hjalti Karlsson, Estados Unidos (originaria de Islandia)[4]
- 2014 Ann-Sofie Back, Suecia
- 2015 Ilkka Suppanen, Finlandia
- 2016 Margrethe Odgaard, Dinamarca[5]
- 2017 Daniel Rybakken, Noruega

[actualizar]